# Filmfare Award 1956
Der 3. Filmfare Award wurde am Anfang des Jahres verliehen. Bei dieser Verleihung gibt 12 verschiedene Kategorien. Nur bei den Beliebtheitspreisen gibt es mehrere Nominierungen.

## Gewinner und Nominierte
| Kategorie               | Filmtitel    | Gewinner             | Weitere Nominierungen                                  |
| Bester Film             | Jagriti      | Sudhir Mukherjee     | Biraj Bahu Azaad                                       |
| Beste Regie             | Biraj Bahu   | Bimal Roy            | Satyen Bose für Jagriti Sohrab Modi für Kundan         |
| Bester Hauptdarsteller  | Azaad        | Dilip Kumar          | Bharat Bhushan für Mirza Ghalib Dev Anand für Munimji  |
| Beste Hauptdarstellerin | Biraj Bahu   | Kamini Kaushal       | Meena Kumari für Azaad Geeta Bali für Vachan           |
| Bester Nebendarsteller  | Jagriti      | Abhi Bhattacharya    | Johny Walker für Railway Platform Ulhas für Kundan     |
| Beste Nebendarstellerin | Munimji      | Nirupa Roy           | Geeta Bali für Kavi Surya Kumari für Udan Khatola      |
| Beste Story             | Garm Coat    | Rajendra Singh Bedi  | Manoranjan Ghosh für Jagriti Mukhram Sharma für Vachan |
| Beste Musik             | Nagin        | Hemant Kumar         | C. Ramchandra für Azaad Naushad für Udan Khatola       |
| Bester Schnitt          | Naukri       | Hrishikesh Mukherjee |                                                        |
| Beste Kamera            | Yasmin       | Dwarka Divecha       |                                                        |
| Bestes Szenenbild       | Mirza Ghalib | Rusi Banker          |                                                        |
| Bester Ton              | Amar         | R. Kaushik           |                                                        |